# Woodbury (Tennessee)
Woodbury es un pueblo ubicado en el condado de Cannon en el estado estadounidense de Tennessee. En el Censo de 2010 tenía una población de 2.680 habitantes y una densidad poblacional de 513,78 personas por km².

## Geografía
Woodbury se encuentra ubicado en las coordenadas 35°49′29″N 86°4′22″O / 35.82472, -86.07278. Según la Oficina del Censo de los Estados Unidos, Woodbury tiene una superficie total de 5.22 km², de la cual 5.22 km² corresponden a tierra firme y (0%) 0 km² es agua.

## Demografía
Según el censo de 2010, había 2.680 personas residiendo en Woodbury. La densidad de población era de 513,78 hab./km². De los 2.680 habitantes, Woodbury estaba compuesto por el 94.85% blancos, el 2.99% eran afroamericanos, el 0.07% eran amerindios, el 0.19% eran asiáticos, el 0% eran isleños del Pacífico, el 0.67% eran de otras razas y el 1.23% pertenecían a dos o más razas. Del total de la población el 1.9% eran hispanos o latinos de cualquier raza.